# Obrazów (gmina)
Pour les articles homonymes, voir Obrazów.
La gmina d'Obrazów est une commune rurale de la voïvodie de Sainte-Croix et du powiat de Sandomierz. Elle s'étend sur 71,86 km2 et comptait 6 615 habitants en 2010. Son siège est le village d’Obrazów qui se situe à environ 9  kilomètres à l'ouest de Sandomierz et à 75 kilomètres à l'est de Kielce.

## Villages
La gmina d'Obrazów comprend les villages et localités de Bilcza, Chwałki, Dębiany, Głazów, Jugoszów, Kleczanów, Komorna, Lenarczyce, Malice, Obrazów, Piekary, Rożki, Sucharzów, Świątniki, Święcica, Węgrce Panieńskie, Wierzbiny, Zdanów et Żurawica.

## Villes et gminy voisines
La gmina d'Obrazów est voisine de la ville de Sandomierz et des gminy de Dwikozy, Klimontów, Lipnik, Samborzec et Wilczyce.